# P-15
Il potente missile antinave a corto raggio P-15 (nome in codice NATO: SS-N-2 Styx) è stato costruito in quantità elevatissime, concepito per dare alle motocannoniere la potenza di fuoco sufficiente per affrontare persino navi da battaglia. Aveva una testata da 450-500 kg, pare a carica cava, e circa 80 km di gittata massima. Inizialmente ebbe successo, poi è risultato vulnerabile alle contromisure nemiche a causa della sua complessiva obsolescenza. I cinesi ne hanno sfruttato la grande cellula per modernizzarne le componenti, per esempio sostituendo il motore a propellenti liquidi con un turbogetto (gittata maggiore di 120 km) e forse sviluppandone una versione da attacco terrestre con 400 km di gittata.

## Storia

### Sviluppo

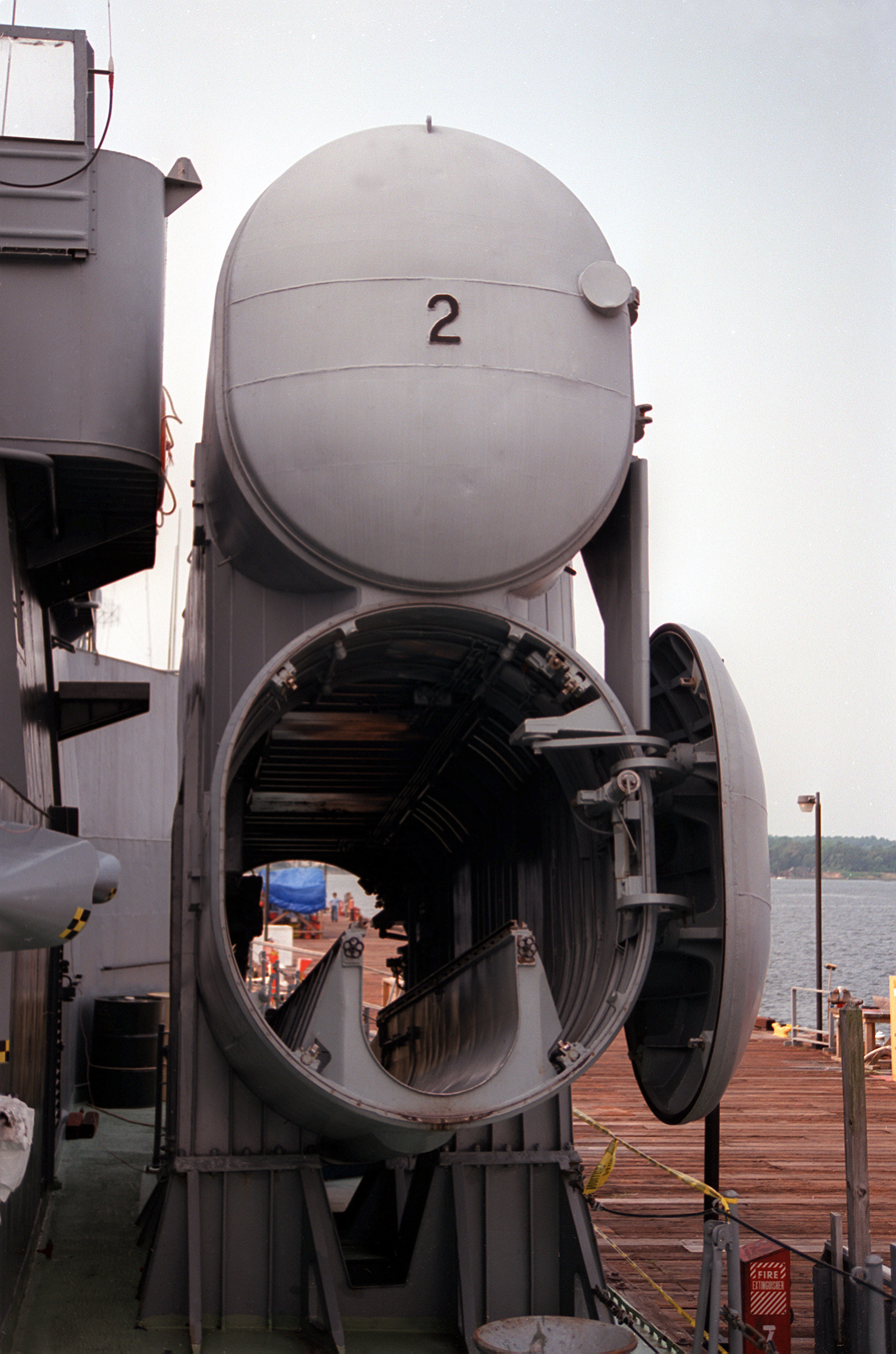
Tubo di lancio di un missile SS-N-2 Styx su un'unità tedesca in precedenza in servizio nelle forze armate della Germania Est.

All'inizio degli anni '50 i sovietici erano consapevoli che in un ipotetico conflitto navale con gli americani avrebbero pagato molto cara la loro inferiorità navale in caso di scontri ravvicinati, specie contro i gruppi di portaerei NATO, perciò decisero che il confronto doveva essere portato su lunga distanza e svilupparono dapprima l'SS-N-1 e poi l'SS-N-2 negli anni '60
All'inizio lo Styx sembrò una buona arma, ma, rapidamente, venne surclassato dal miglioramento delle contromisure elettroniche e dallo sviluppo di nuovi missili.
Comunque numerosi paesi del patto di Varsavia, la Cina a la stessa Russia hanno sviluppato versioni migliorate e implementate di quest'arma, una delle più economiche della sua categoria.
In particolare si nota il P-15M russo (gittata aumentata, maggiori capacità di operare in ambienti freddi), il P-15MC bulgaro (migliorie alla resistenza alle contromisure elettroniche), P-20ML russo (lanciabile da sottomarino con elettronica di nuova generazione, poco diffuso),P-20K russo-cubano (numerose migliorie elettroniche, gittata intorno agli 80 km, adatto anche alla difesa costiera), P-21 russo per l'esportazione, ma ulteriormente sviluppato in Corea del Nord (con autoguida IR), P-22 versione russa migliorata del P-21 con alette ripiegabili e gittata di quasi 100 km (impiegato soprattutto per la difesa costiera).
La Cina ha basato un'intera famiglia di missili (Silkworm ovvero "baco da seta") sul SS-N-2 /P-15, con numerosissime versioni (incluse quelle con un nuovo motore molto migliorato), da difesa costiera, imbarcate, aviolanciabili o anche lanciabili da sottomarini, molte di queste sono rimaste allo stadio di prototipo per tutti gli anni '70, o entrando in servizio molto tardi durante gli anni '80. Sono però pensate per essere utilizzate soprattutto in operazioni di massa sotto costa dove questo sistema mantiene ancora una certa capacità operativa.
In particolare i missili cinesi furono utilizzati in Vietnam (con scarsissimi risultati) e durante la prima guerra del Golfo, ovvero la guerra Iran-Iraq (con numerosi successi verso i mercantili) e la seconda guerra del Golfo (dove invece i missili iracheni furono abbattuti con facilità dalla contraerea britannica). Attualmente l'Iran tiene una grande quantità di questi missili in posizioni corazzate e su autocarri mobili nei pressi dell'imboccatura del Golfo Persico, un tratto di mare che si presta particolarmente ad essere bloccato da batterie costiere e attacchi di saturazione di missili anti nave.

### In combattimento
Lo Styx, imbarcato su unità lanciamissili Osa e Komar, venne usato in numerosi conflitti.
Il suo primo battesimo del fuoco fu nel presunto incidente tra navi nord-vietnamite e americane che causò l'intervento di questi ultimi nel conflitto.
Nel 1967 due motocannoniere egiziane classe Komar spararono due missili ciascuna dal molo di Porto Said contro il cacciatorpediniere israeliano Eilat, affondandolo.
Nel 1971, durante la Terza guerra indo-pakistana tre Osa indiane attaccarono la flotta pakistana a Karachi nell'operazione Trident.
Due anni più tardi, durante la Guerra del Kippur unità navali israeliane e siriane si scontrarono al largo di Latakia. Gli israeliani, memori dell'attacco egiziano nel 1967, avevano sviluppato loro classi di motocannoniere e potenziato le contromisure navali.
Da queste esperienze si può ricavare (e i sovietici lo fecero) che l'efficacia dello Styx non è costante; infatti, mentre può essere efficace contro navi alla fonda, non è detto che, in presenza di nemici allertati (quindi senza effetto sorpresa) il missile riesca a superare lo sbarramento difensivo dei bersagli.
In breve comunque la marina sovietica sviluppò nuovi missili anti-nave.